# Arne Andersson
Arne Andersson (né le 27 octobre 1917 à Trollhättan, mort le 1er avril 2009 à Vänersborg) est un athlète suédois, spécialiste du demi-fond. Il s'illustre dans la période de l'Entre-deux-guerres en améliorant le record du monde du 1 500 m et du Mile, et grâce aux duels qu'il livre avec son compatriote Gunder Hägg.

## Biographie

### Records
| Épreuve | Performance  | Lieu | Date |
| ------- | ------------ | ---- | ---- |
| 400 m   | 48 s 8       |      | 1925 |
| 800 m   | 1 min 50 s 9 |      | 1926 |
| 1 500 m | 3 min 51 s 0 |      | 1926 |

Erreur dans les dates. En 1925, Andersson n' a que 8 ans.